# Alsuviricetes
Alsuviricetes é uma classe de vírus de RNA de fita positiva que infectam eucariotos . O nome do grupo é uma abreviatura syllabic de "ai pha su pergroup" com o sufixo -viricetes indicando uma classe de vírus .

## Taxonomia
As seguintes ordens são reconhecidas:
- Hepelivirales
- Martellivirales
- Tymovirales